# Тэрхийн-Цагаан-Нуур

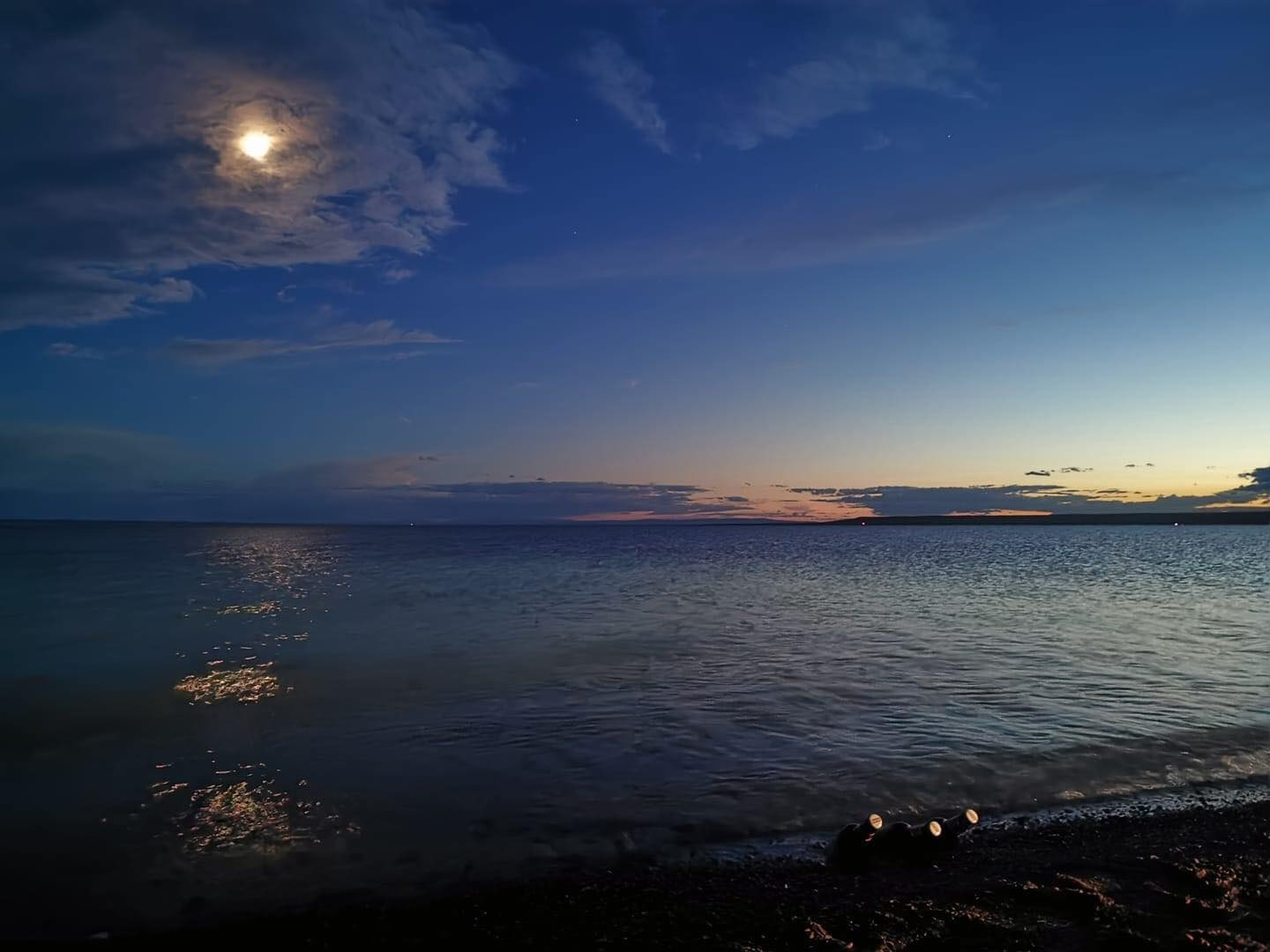
Тэрхийн-Цагаан-Нуур

Тэрхийн-Цагаан-Нуур (до 1989 г. по-русски именовалось Тэрхийн-Цаган-Нур; монг. Тэрхийн Цагаан нуур) — пресноводное озеро.
Расположено в горах Хангая, на западе Монголии, в 175 км северо-западнее Цэцэрлэга. Находится на высоте 2060 м над уровнем моря. Площадь зеркала озера — около 61 км². Длина озера — 16 км, ширина — 4 км. Объём воды — 0,368 км³. На западе озера находится остров. Берега сильно различаются: северный крутой — со скалистыми горами, южный — пологий. Озеро богато рыбой.
Озеро образовано рекой Хойд-Тэрхийн-Гол, которая много лет тому назад была перекрыта потоками лавы, извергшейся из вулкана Хорго, который возвышается у восточной оконечности озера в 3,5 км от берега. Избыток воды из озера изливается вдоль южного края лавового поля в виде реки Суман]] (до 1989 года по-русски именовалась Сумын-Гол; монг. Суман гол).
Территория вокруг озера была включена в список особо охраняемых объектов Монголии с 1965 года, в настоящее время является одноимённым национальным парком и объектом активного туризма.